# 4102 Gergana
4102 Gergana eller 1988 TE3 är en asteroid i huvudbältet som upptäcktes den 15 oktober 1988 av den bulgariska astronomen Violeta G. Ivanova vid Rozhen-observatoriet. Den är uppkallad efter upptäckarens barnbarn Gergana G. Gelkova.
Asteroiden har en diameter på ungefär 12 kilometer och den tillhör asteroidgruppen Eos.